# На А Рым
На А Рым (кор. 나아름; род. 24 марта 1990, Чолла-Пукто) — южнокорейская велогонщица, участница трех летних Олимпийских игр, многократная чемпионка Азиатских игр, чемпионатов Азии и чемпионатов Южной Кореи.

## Биография
Первого крупного успеха в карьере На А Рым добилась в 2010 году, когда 20-летняя велогонщица выиграла три медали чемпионата Азии, в том числе золото в омниуме. Спустя год ей вновь удалось стать победительницей континентального первенства, но в этот раз кореянка выиграла гонку по очкам. На А Рым успешно совмещала трековые и шоссейные велогонки. В феврале 2012 года кореянка стала чемпионкой Азии в раздельной гонке. На летних Олимпийских играх в Лондоне На стартовала в групповой гонке. Спортсменка финишировала в общей группе и заняла высокое итоговое 13-е место.
В 2013 году На А Рым стала первой на национальном чемпионате в групповой гонке. 2014 год стал одним из самых лучших в карьере корейской велогонщицы. На А Рым завоевала по три медали на Азиатских играх и чемпионате Азии, причём на шоссе она выиграла две золотые медали, а на треке по две серебряные и бронзовые награды. Спустя год На вновь выиграла континентальное первенство в разделке. В январе 2016 года корейская велогонщица выиграла очередное золото чемпионата Азии. Затем На А Рым приняла участие в нескольких европейских гонках, но не добилась там высоких результатов. На Олимпийских играх в Рио-де-Жанейро кореянка вновь выступала только в групповой гонке, но финишировала там лишь 30-й с отставанием от лидеров более 6 минут.
Летние Азиатские игры 2018 года в Джакарте стали триумфальными для На А Рым. Корейская велогонщица выиграла сразу 4 золотых медали — по 2 на шоссе и треке.